# Litografi

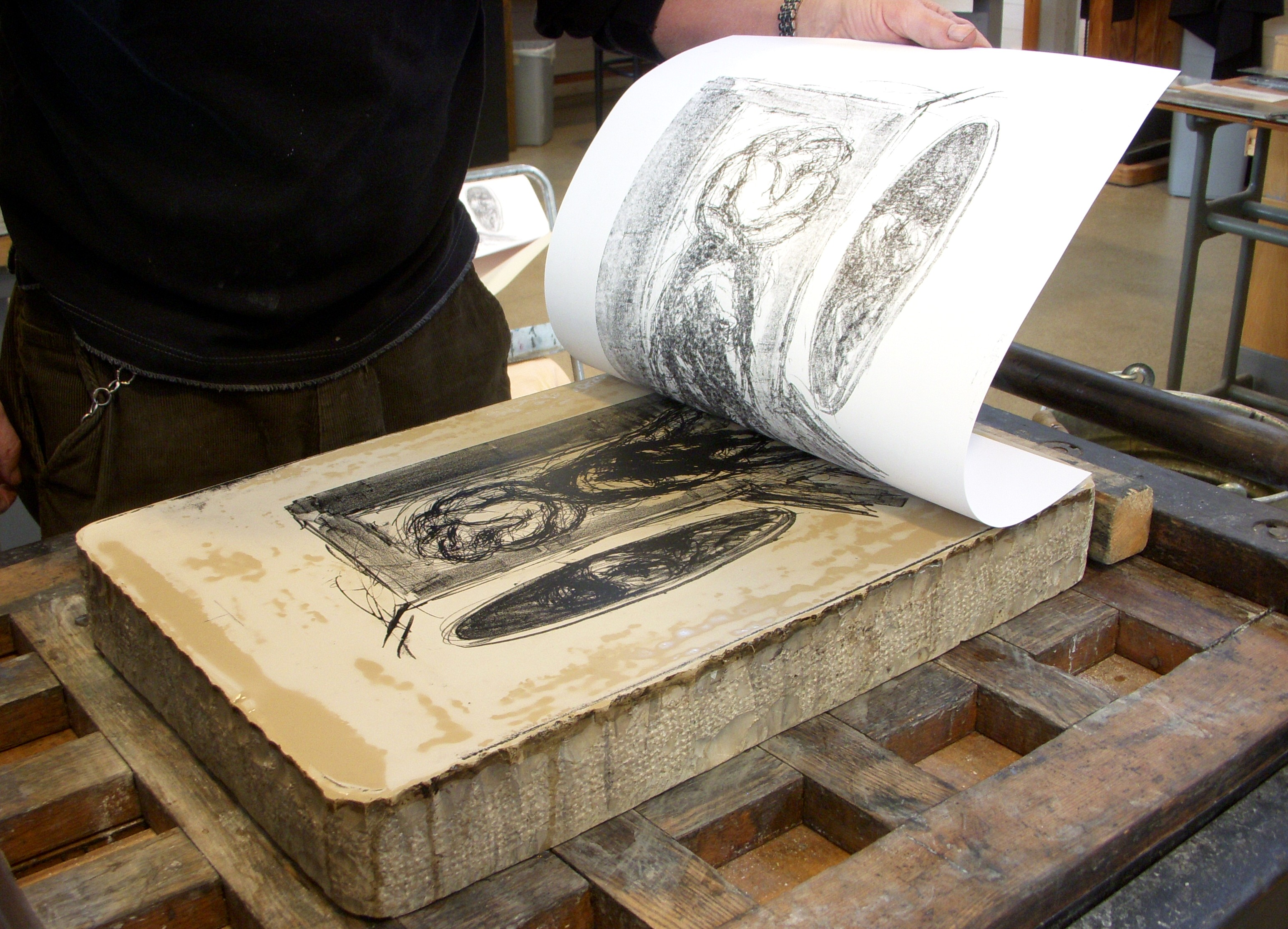
Pågående stentryck i Litografiska museet.

Litografi (från grekiskans lithos λίθος = sten, graphein γράφειν = skriva), eller plantryck, är en tryckmetod där en teckning i oljekrita på porös kalksten, litoplåt eller litofilm överförs till papper. Metoden uppfanns av Alois Senefelder 1798.

## Teknik
Metoden baseras på principen att fett och vatten stöter bort varandra. Motivet ritas på stenen (ursprungligen porös, slipad kalksten) med oljekrita eller annan fet färg. Sedan bestrykes stenen med gummi arabicum som tränger in i stenen, utom i de partier som är täckta med oljekritan eller färgen. Överflödig färg tvättas sedan bort med terpentin. När stenen fuktas med vatten tar endast de partier av stenen som inte varit belagd med färg emot vatten. När stenen sedan bestryks med fet tryckfärg fastnar den endast på de partier av stenen som inte är fuktade av vatten. Slutligen pressas ett papper mot stenen i en litografipress.
Litografier kan framställas antingen efter tuschmaneret där bilden tecknas på stenen med mjuka stålpennor, dragstift eller penslar med litografisk tusch på en slät sten, eller crayonmaneret där bilden utförs som en svartkritteckning med litografisk krita på en sten med kornig yta.
Bilderna kan även utföras på särskilt preparerat papper med litografisk tusch eller krita och sedan med övertryck överföras på stenen. Sedan man i slutet av 1800-talet lärt sig överföra fotografiska negativ till sådant särskilt fotopapper möjliggjordes fotolitografin.

## Historik
Med uppfinningen av färglitografin 1837, kunde litografierna även tryckas i flera färger. På grund av den litografiska stenens bräcklighet, tyngd och höga pris försökte man tidigt experimentera med ersättningar. Alois Senefelder började experimentera med zinkskivor 1817 och 5 år senare hade han fått fram en zinkplåt lämplig för kritarbeten. Senare började man använda aluminiumplåtar, så kallad algigrafi. En äldre benämning för färglitografi, ofta använd inom kommersiellt tryck, var kromolitografi.
Sedan man börjat använda metallplåtar möjliggjordes att tillverka metallvalsar för tryck, något som ledde till uppfinnandet av offsetlitografin.

### I Sverige
Det första litografiska tryckeriet anlades i Stockholm av tyskarna Ludwig Fehr och Carl Müler 1818. 1829 anlade även Carl von Schéele ett litografiskt tryckeri.
Litograferna i Sverige organiserades i Svenska litografförbundet.